# Hilde Schrader
Hilde Schrader   (Stassfurt, 4 de gener de 1910 - Magdeburg, 23 de març de 1966) va ser una nedadora alemanya que va competir durant la dècada de 1920.
El 1928 va prendre part en els Jocs Olímpics d'Amsterdam, on guanyà la medalla d'or en la prova dels 200 metres braça del programa de natació. El 1927, al Campionat d'Europa de natació, guanyà la medalla d'or en els 200 metres braça.
El 1994 fou incorporada a l'International Swimming Hall of Fame.